# Sanford (Maine)
Sanford è una città degli Stati Uniti d'America, nella contea di York, nello Stato del Maine. La popolazione era di 20.806 abitanti nel censimento del 2000. Brunswick fu fondata nel 1628.